# قرين أنفي أوسط
القرين الأنفي الأوسط أو المحارة الأنفية المتوسطة (بالإنجليزية: Middle nasal concha)‏ يوجد تحته الصماخ الأنفي الأوسط، وهو يشكل الحد العلوي لهذا الصماخ، وهو يمتد في الأمام ليتمفصل مع العرف الغربالي للعظم الفكي، ويمتد في الخلف ليتمفصل مع العرف الغربالي للعظم الحنكي، ويتميز الصماخ الأنفي الأوسط بتبارز الفقاعة الغربالية فيها خلايا غربالية وسطى. تصب الخلايا الغربالية الأمامية وكذلك الجيبان الفكي والجبهي ضمن الصماخ الأوسط.

## صور إضافية

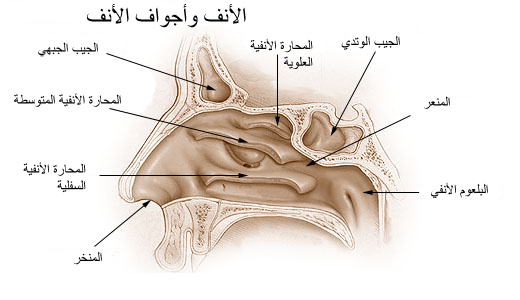
Nose and nasal cavities
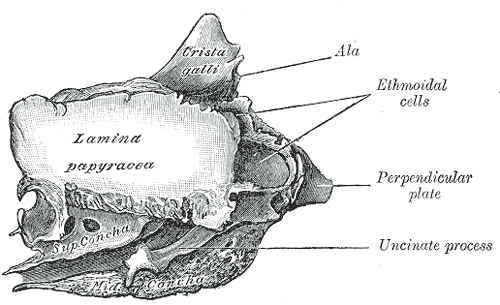
Ethmoid bone from the right side.
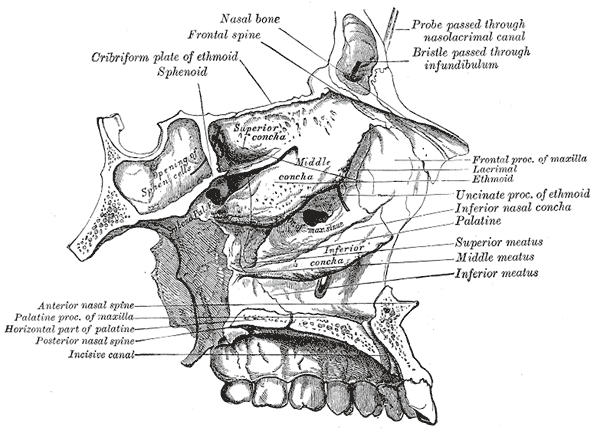
Roof, floor, and lateral wall of left nasal cavity.
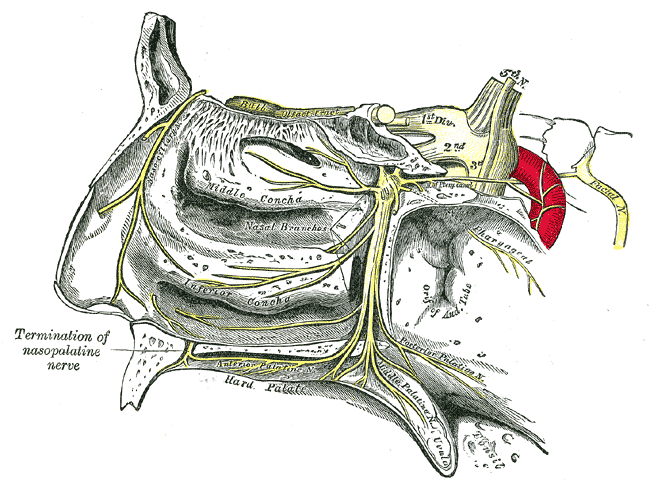
The sphenopalatine ganglion and its branches.
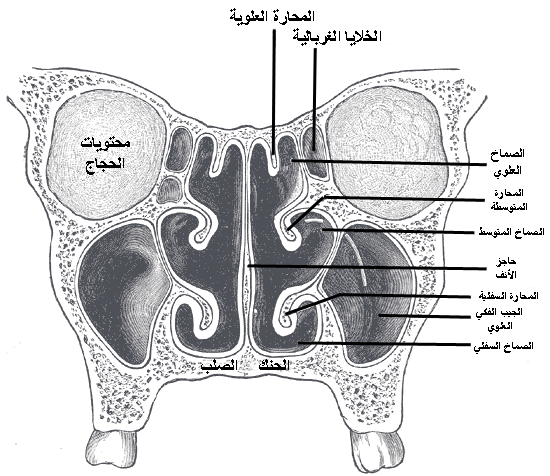
Coronal section of nasal cavities.
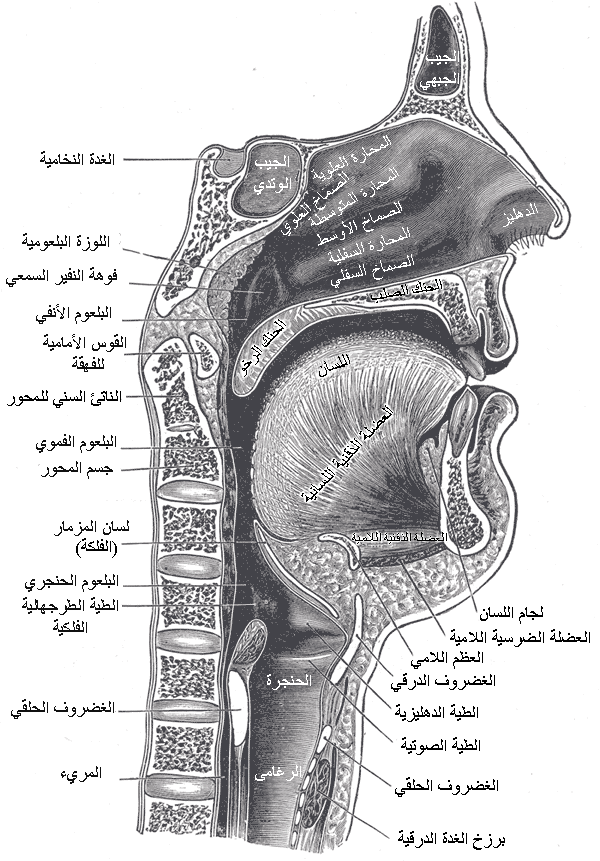
Sagittal section of nose, mouth, pharynx, and larynx.
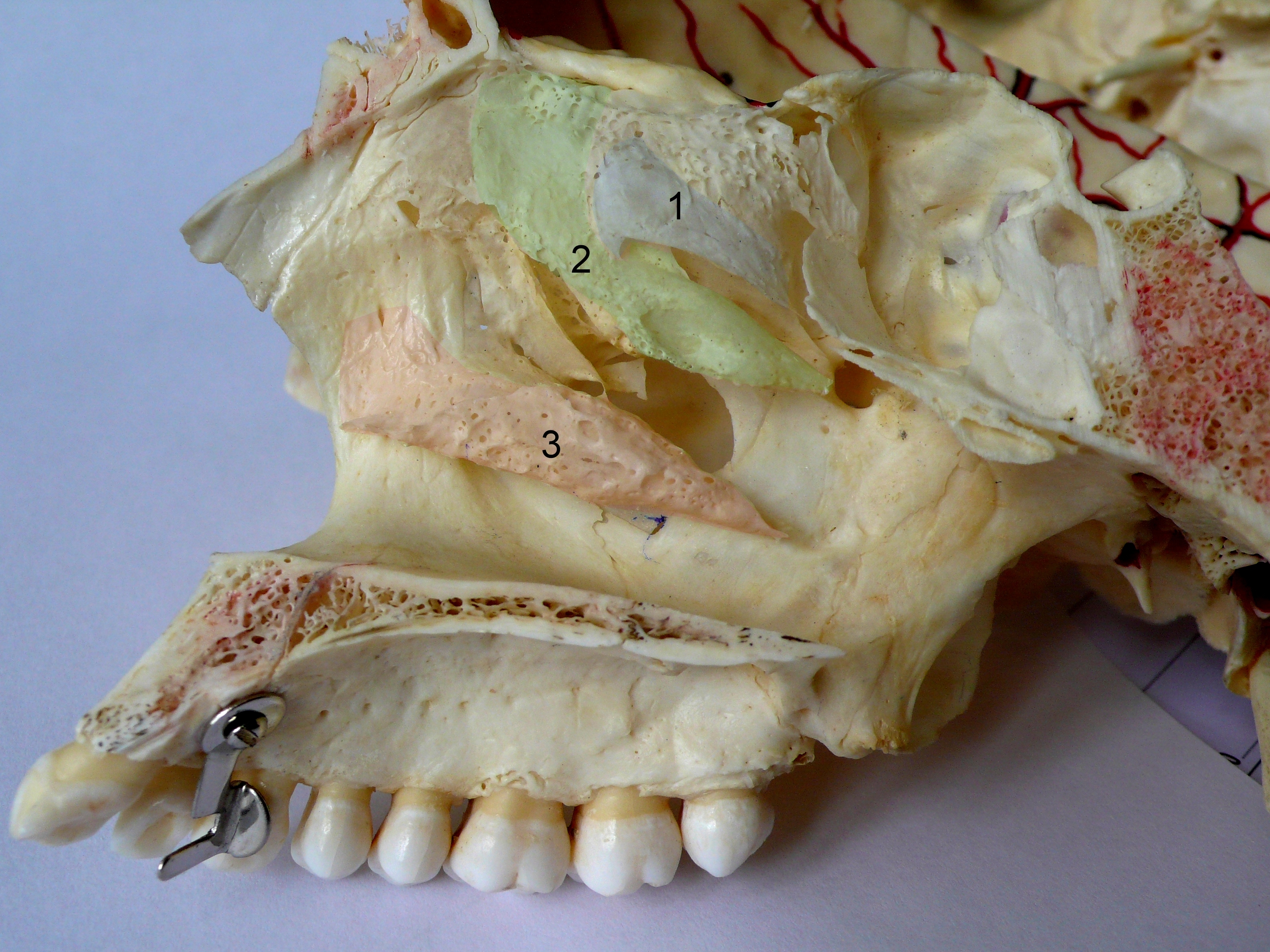
Nasal conchae